# IC 1110
IC 1110 је спирална галаксија у сазвјежђу Мали медвјед која се налази на листи објеката дубоког неба у Индекс каталогу.
Деклинација објекта је + 67° 21' 44" а ректасцензија 15h 12m 5,3s. Привидна величина (магнитуда) објекта IC 1110 износи 14,0 а фотографска магнитуда 14,9. IC 1110 је још познат и под ознакама UGC 9773, MCG 11-19-1, CGCG 318-22, CGCG 319-4, KARA 666, PGC 54265.